# Fête révolutionnaire
 (mai 2025).
Sous la Révolution française entre 1790 et 1799, la fête révolutionnaire est une cérémonie organisée par les gouvernements pour célébrer un événement marquant, tel l'anniversaire de la prise de la Bastille, une victoire militaire, comme la reprise de Toulon ou une cérémonie à caractère civique ou remplaçant une fête religieuse, comme la fête de l'Être suprême du 20 prairial an II (8 juin 1794).
- 20 prairial, fête du Culte de l'Être suprême
- 14 juillet, Fête de la Fédération, l'anniversaire de la prise de la Bastille
- Fête de la fondation de la République
- 20 juin, l'anniversaire du serment du jeu de paume
- 26 août, l'anniversaire de la déclaration des droits de l'homme et du citoyen de 1789